# Delvaux Bolila
 Delvaux Bolila Lola-Ga-Tshina  (né à Yakusu le 3 août en 1963) est un homme politique de la République démocratique du Congo et député national, élu de la circonscription de Kisangani ville dans la province de la Tshopo,,,.

## Biographie
Delvaux Bolila est né à Yakusu le 3 août 1963, élu député national dans la circonscription électorale de Kisangani ville dans la province de Tshopo, il est membre du groupement politique ADRP.